# Friedrich Dürrenmatt
Friedrich Reinhold Dürrenmatt (ur. 5 stycznia 1921 w Konolfingen, zm. 14 grudnia 1990 w Neuchâtel) – szwajcarski dramaturg, prozaik, eseista i teoretyk teatru, piszący w języku niemieckim. Jego dramaty szczególnie charakteryzuje groteska, deformacja rzeczywistości i stawianie w swych utworach ważnych pytań moralno-filozoficznych. Twórca znanych także w Polsce słuchowisk i powieści.

## Życie
Friedrich Dürrenmatt urodził się 5 stycznia 1921 roku w Konolfingen, wsi położonej w szwajcarskim kantonie Berno. Jego dziadkiem był polityk Ulrich Dürrenmatt, jego ojciec był protestanckim pastorem. Trzy lata później urodziła się siostra Verena. W 1935 rodzina przeprowadziła się do Berna, co uwarunkowane było czynnikami gospodarczymi. Światowy kryzys gospodarczy był w tym czasie odczuwalny także w Szwajcarii, a średnie mieszczaństwo zubożało. Friedrich Dürrenmatt uczęszczał do gimnazjum w Bernie (Berner Freie Gymnasium), później do Humboldtianum, gdzie w roku 1941 zdał egzaminy maturalne. Nie był wyróżniającym się uczniem (ocena końcowa – dostateczna), a czas szkolny określał jako najgorszy okres swojego życia. Późniejsza zmiana placówki była spowodowana słabymi ocenami, nieodpowiednim sposobem prowadzenia zajęć i złymi relacjami z nauczycielami. Dürrenmatt był w 1941 roku członkiem tzw. Fröntler-Vereinigung, jak sam potem przyznawał z powodu chęci zdystansowania się od swego ojca.
Jeszcze w Konolfingen zaczął malować i rysować, z czego nie zrezygnował przez resztę życia. Ilustrował także swoje dzieła, sporządzał szkice, częściowo także całe scenografie. Jego obrazy były wystawiane w 1976 i w 1985 w Neuenburgu, a w roku 1978 w Zurychu. Mimo swoich zdolności malarskich w roku 1941 podjął studia filozofii, nauk ścisłych i germanistyki, początkowo w Zurychu, by już po pierwszym semestrze przenieść się do Berna, gdzie mieszkał ze swoimi rodzicami w mansardzie przy Laubeggstrasse. Sam zdobił ją obrazami ściennymi, które zostały odkryte znacznie później i odrestaurowane w latach 90. W roku 1945 zakończył studia, rozpoczętej rozprawy doktorskiej o Sørenie Kierkegaardzie jednak nie ukończył.
Jego pierwsze opublikowane dzieło z lat 1945/46 to Anabaptyści. Premiera odbyła się w roku 1947. Również w 1947 ożenił się z aktorką Lotti Geissler i przeniósł się wraz z nią do Ligerz. Tam powstała powieść kryminalna Sędzia i jego kat zawierająca odniesienia do pobliskich miejscowości kantonu jak choćby Lamboing. Dzieło to należy do kanonu lektur w niemieckojęzycznych szkołach.
Dürrenmatt jako wolny pisarz zmagał się w początkowych latach twórczości z problemami finansowymi. Sytuacja rodziny poprawiła się w 1952, zwłaszcza dzięki niemieckim towarzystwom radiowym, które wyprodukowały kilka słuchowisk. Ponadto jego stałym wydawcą zostało w tym czasie Verlag der Arche. Autor zaczął pisać powieści detektywistyczne, które pojawiały się w częściach na łamach Der Schweizerische Beobachter. W roku 1952 małżeństwo nabyło rezydencję w Neuchâtel.
W 1952 Dürrenmatt napisał sztukę teatralną Małżeństwo pana Mississippi, dzięki której odniósł swój pierwszy sukces na niemieckich scenach. Międzynarodową sławę przyniosła mu Wizyta starszej pani, a komedią Fizycy pisarz świętował największy sukces w swej karierze. Za twórczość, na którą składały się sztuki teatralne, powieści detektywistyczne, opowiadania, słuchowiska i eseje, otrzymywał wiele nagród. Wśród nich były Preis der Welti-Stiftung für das Drama za sztukę Anabaptyści, Nagroda im. Schillera miasta Mannheim, Nagroda Szwajcarskiej Fundacji Schillera i Buber-Rosenzweig-Medaille. W 1969 otrzymał honorowy tytuł doktorski na Uniwersytecie Filadelfia, a później także tytuły honorowe w Jerozolimie i Nicei. Lata 60. to najbardziej udany okres kariery pisarza, co zawdzięczał przede wszystkim swoim sztukom teatralnym.
Autor poświęcał się także praktycznej pracy teatralnej, początkowo na scenach w Bazylei, następnie w Zurychu oraz w Düsseldorfie. Tam też odbyły się dwie premiery Porträt eines Planeten i Titus Andronicus. Inscenizował liczne przedstawienia swoich sztuk, jak np. Meteor w 1978 w Wiedniu.
Szczególnie dużo odznaczeń otrzymał w latach 80., między innymi Wielką Austriacką Nagrodę Państwową za Literaturę Europejską i Nagrodę im. Georga Büchnera.
Jako autor zajmujący w swoich esejach i rozprawach krytyczne stanowisko wobec społeczeństwa podejmował się także oceny polityki międzynarodowej, czego przykładami są: Ameryka, tekst prasowy Wstawiam się za Izraelem (1973) oraz rozprawa z okazji setnej rocznicy urodzin Albert Einsteina w Zurychu. W 1990 wygłosił dwie przemowy o Václavie Havlu i Michaile Gorbaczowie, które ukazały się pod tytułem Nadzieja Kanta.
29-tomowe wydanie jego dzieł ukazało się w 1980 w wydawnictwach Arche Verlag oraz w Diogenes Verlag. Wiele książek było przez Dürrenmatta opracowywanych ponownie. Swojej twórczości autorskiej nigdy nie uważał za zakończonej. W ramach przygotowań do obszernego wydania jego dzieł w roku 1980 Dürrenmatt rozmyślał intensywnie nad swoją pracą twórczą, stworzonymi literackimi figurami i miejscami. Wynikiem tego było 9-częściowe dzieło Geschichte meiner Schriftstellerei bzw. Stoffes, opublikowane w dwóch tomach. Kontynuacja została wydana pośmiertnie w 1992 pod tytułem Gedankenfuge eine Fortsetzung der Stoffe.
W roku 1983 umarła jego żona Lotti. W roku 1984 Dürrenmatt poślubił aktorkę, producentkę filmową i dziennikarkę Charlotte Kerr. Wspólnie wydali film Porträt eines Planeten i sztukę teatralną Rollenspiele. Dürrenmatt zmarł 14 grudnia 1990 roku w Neuenburgu w wieku 69 lat. Charlotte Kerr opublikowała wspomnienia z ich wspólnego okresu w książce pod tytułem Kobieta w czerwonym płaszczu. Za zgodą wdowy Dürrenmatt został pośmiertnie przyjęty do Loży Lorda Jima.

## Teoria dramatu
Podobnie jak Bertolt Brecht (1898–1956), którego teorie dotyczące epickiego teatru Dürrenmatt studiował, chciał on wytworzyć u widzów dystans do zdarzeń na scenie. Widz nie powinien pozostawać w roli pasywnego odbiorcy, lecz powinien być zachęcony do samodzielnych przemyśleń.
W tym celu Dürrenmatt preferował środek stylistyczny zwany wyobcowaniem. Wszystko, co jest powszechnie uznawane, powinno być podawane w wątpliwość, na jaw wychodzi sprzeczność struktur społecznych. Tak samo charakterystyczne są elementy tragiczno-groteskowe, a więc połączenie rzeczy pozornie całkowicie odmiennych. W przeciwieństwie do Brechta nie prezentował on jednak czynników światopoglądowych (w wypadku Brechta: marksizm).
Dürrenmatt stworzył typ tragikomedii, formy mieszanej z tragedii i komedii, który według niego jest „jedyną dramatyczną formą, aby dziś wyrazić tragizm”.
W tragedii, pisał dalej w swoim tekście Problemy teatru z 1955 roku, zakłada się: winę, konieczność, umiar, przejrzystość i odpowiedzialność, aby osiągnąć jej cel, jakim jest oczyszczenie jednostki. W nieprzejrzystości świata wina się zaciera i znika, nowoczesność zrównuje się z groteskowością.

## Centrum Dürrenmatta

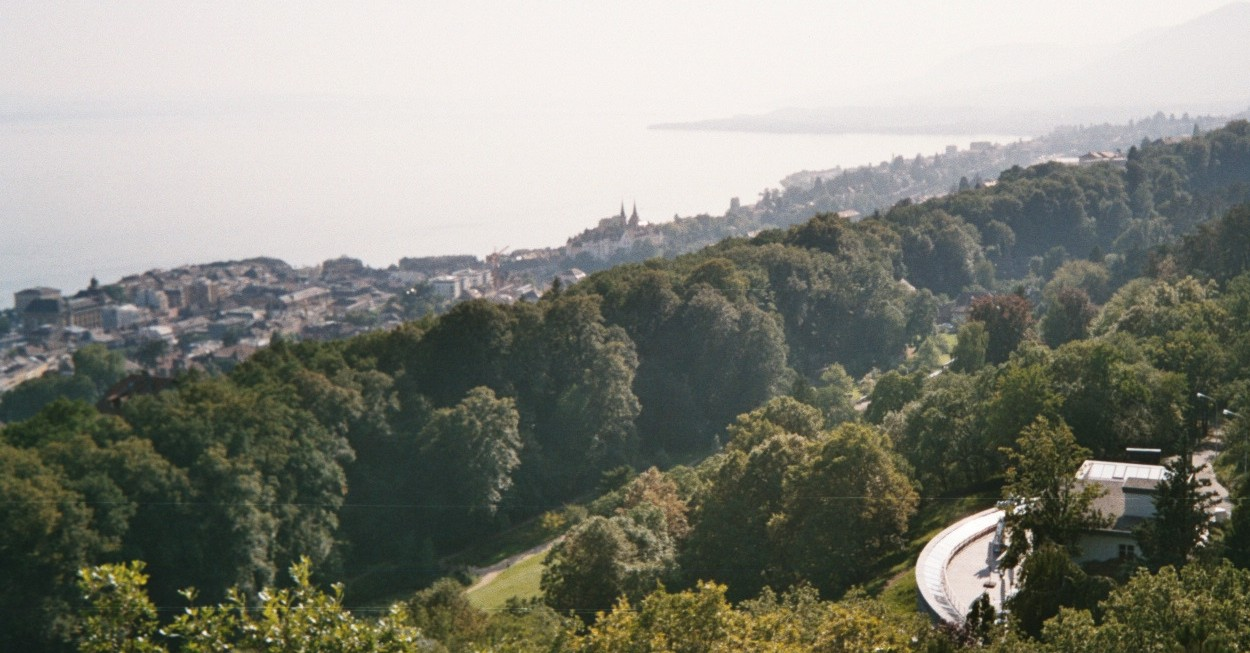
Centrum Dürrenmatta

W Neuchâtel w dawnym domu pisarza powstało Centrum Dürrenmatta, gdzie wystawiane są zarówno dzieła literackie, jak i niektóre jego obrazy.
Dom ten, położony nad miastem, Friedrich Dürrenmatt nabył w roku 1952 i mieszkał tam aż do swojej śmierci 14 grudnia 1990 roku. W niektórych dziełach wspominał on życie w zachodniej Szwajcarii, blisko granicy niemiecko-francuskiej, szczególnie jednak fakt, że od roku 1952 żył w części francuskojęzycznej, tworząc jednak w języku ojczystym – niemieckim. Po jego śmierci rezydencja została przystosowana i rozbudowana na potrzeby muzeum, które zostało oficjalnie otwarte we wrześniu 2000 roku. Samo centrum Dürrenmatta jest wzniesione wokół jego domu. Można tam obejrzeć między innymi jego bibliotekę. W muzeum jest prezentowana twórczość literacka i malarska autora. Oprócz licznych eksponatów (jak odręczne szkice dzieł czy liczne obrazy) oferuje ono zwiedzającym regularne wydarzenia kulturalne i wystawy sztuki.

## Twórczość (wybór)

### Dramaty
- Der Alte (1945)
- Der Blinde (1945)
- Anabaptyści (Es steht geschrieben, 1947)
- Romulus Wielki (Romulus der Große, 1950)
- Małżeństwo pana Mississippi (Die Ehe des Herrn Mississippi, 1952)
- Anioł zstąpił do Babilonu (Ein Engel kommt nach Babylon, 1953)
- Jesienny wieczór (Abendstunde im Spätherbst, 1956)
- Wizyta starszej pani (Der Besuch der alten Dame, 1956)
- Frank V. Opera banku prywatnego (Frank der Fünfte. Oper einer Privatbank, 1959)
- Fizycy (Die Physiker, 1962)
- Meteor (Der Meteor, 1966)
- Król Jan według Szekspira (König Johann nach Shakespeare, 1968)
- Play Strindberg (1969)
- Wspólnik (Der Mitmacher, 1972)
- Zwłoka (Die Frist, 1977)
- Achterloo (1983) – groteska polityczna z aluzjami do polskiego stanu wojennego
- Achterloo IV (1988)

### Słuchowiska
- Nocna rozmowa z człowiekiem, którym się gardzi (1951)
- Herkules i stajnia Augiasza (Herkules und der Stall des Augias, 1954)
- Proces o cień osła (1958)
- Sobowtór (1967)

### Powieści i opowiadania
- Sędzia i jego kat (Der Richter und sein Henker, 1950)
- Podejrzenie (Der Verdacht, 1951)
- Tunel (Der Tunnel, 1952)
- Grek szuka Greczynki (Grieche sucht Griechin – Eine Prosakomödie) (1955)
- Kraksa (Die Panne, 1956)
- Obietnica (Das Versprechen. Requiem auf den Kriminalroman)(1958)
- Upadek (Der Sturz. Erzählung, 1971)
- Organa sprawiedliwości (Justiz, 1985)
- Zlecenie, albo o obserwacji obserwatora obserwatorów (Der Auftrag oder vom Beobachten des Beobachters der Beobachter) (1986)
- Dolina pomieszania (Durcheinandertal, 1989) (wyd. polskie 1997)

## Nagrody za twórczość
- 1948 – Preis der Welti-Stiftung für das Drama
- 1959 – Nagroda im. Schillera miasta Mannheim (Schillerpreis der Stadt Mannheim)
- 1960 – Nagroda Szwajcarskiej Fundacji Schillera (Der Grosse Schillerpreis der Schweizerischen Schillerstiftung)
- 1969 – Wielka Nagroda Literacka kantonu Berno
- 1977 – Buber-Rosenzweig-Medaille
- 1983 – Wielka Austriacka Nagroda Państwowa za Literaturę Europejską (Der Österreichische Staatspreis für Europäische Literatur)
- 1985 – Bawarska Nagroda im. Jean-Paula
- 1986 – Nagroda im. Georga Büchnera (der Georg-Büchner-Preis)

## Wybrane ekranizacje
- 1958 – W biały dzień (Es geschah am hellichten Tag, reż. Ladislao Vajda) – inspiracja
- 1964 – Wizyta starszej pani (The Visit, reż. Bernhard Wicki)
- 1966 – Grek szuka Greczynki (Grieche sucht Griechin, reż. Rolf Thiele)
- 1972 – Kraksa (La più bella serata della mia vita, reż. Ettore Scola)
- 1975 – Koniec gry (Der Richter und sein Henker, reż. Maximilian Schell)
- 1982 – Śmiertelna gra (The Deadly Game, reż. George Schaefer)
- 1989 – Wizyta starszej pani (Wizit damy, reż. Michaił Kozakow)
- 1990 – Zmierzch (Szürkület, reż. György Fehér)
- 1992 – Hieny (Hyènes, reż. Djibril Diop Mambéty) – inspiracja
- 1993 – Organa sprawiedliwości (Justiz, reż. Hans W. Geissendörfer)
- 1994 – Upadek (Der Sturz, reż. Krzysztof Magowski) – Teatr Telewizji
- 1996 – Zimne światło dnia  (The Cold Light of Day, reż. Rudolf van den Berg)
- 1997 – Śmierć w biały dzień (Es geschah am hellichten Tag, reż. Nico Hofmann)
- 2001 – Obietnica (The Pledge, reż. Sean Penn)